# Flykten genom vildmarken
Flykten genom vildmarken (engelska: The Man Who Loved Cat Dancing) är en amerikansk långfilm från 1973 i regi av Richard C. Sarafian, med Burt Reynolds, Sarah Miles, Lee J. Cobb och Jack Warden i rollerna. Filmen bygger på boken The Man Who Loved Cat Dancing av Marilyn Durham.

## Handling
Jay Grobart (Burt Reynolds) är en hård man, gift med indiankvinnan Cat Dancing. Efter att frun våldtagits och mördats hämnas Grobart genom att döda mannen som mördade hans fru. Tillsammans med sina vänner Dawes (Jack Warden) och Billy (Bo Hopkins) genomför han därefter ett rån och flyr från lagen. Under sin flykt träffar männen på Catherine (Sarah Miles), som flytt från sin hemska make Crocker (George Hamilton). Catherine blir tillfångatagen av Dawes och Billy, men Billy skyddar henne från sina kumpaner. Grobart och Catherine börjar snart förälska sig i varandra och de färdas tillsammans med Grobarts kumpaner till indianbyn där Grobart levde med Cat Dancing och deras son. Men en prisjägare anlitad av Crocker är på jakt efter dem, hans uppgift är att föra Catherine tillbaka till sin väntande make.

## Rollista
| Burt Reynolds   | – Jay Grobart       |
| Sarah Miles     | – Catherine Crocker |
| Lee J. Cobb     | – Lapchance         |
| Jack Warden     | – Dawes             |
| George Hamilton | – Crocker           |
| Bo Hopkins      | – Billy             |
| Robert Donner   | – Dub               |
| Jay Silverheels | – Hövdingen         |
| James Hampton   | – Jimmy             |

## Produktion
Filmens manus bygger på en bästsäljande roman av Marilyn Durham, men filmrättigheterna hade sålts innan romanen hade givits ut; manusförfattaren Eleanor Perry hade sett tidiga utkast till romanen och sett till att rättigheterna köptes ut. Hennes manus ändrades dock till stora delar och hon frånsa sig allt ansvar för slutprodukten.
Vad som skapade nyheter kring filmen var inte filmen i sig, utan det mystiska dödsfallet som inträffade under inspelningen. David A. Whiting, skådespelerskan Sarah Miles assistent, hittades död på sitt hotellrum. Dödsfallet bedömdes som ett självmord, men utredningen lyckades inte förklara det våld som utövats på Whitings kropp. Både Miles och Burt Reynolds tvingades vittna under utredningen.

## Mottagande
Filmen blev ingen större biosuccé, trots Reynolds växande popularitet och filmbolagets försök att bygga upp Miles och Reynolds som ett romantiskt filmpar. Recensenterna var inte heller särskilt förtjusta, Roger Greenspun vid New York Times tröttnade ganska snabbt både på dialogen och våldet och skrev:
| ” | The film's poetry is as numbing as its violence. | „ |